# 横須賀魚市場
横須賀魚市場（よこすかうおいちば）は、神奈川県横須賀市にある地方卸売市場及び同市場を開設している企業。

## 概要
市場の正式名称は「地方卸売市場株式会社横須賀魚市場」。取扱品目は生鮮水産物・加工品並びにその他の食料品である。
企業としては、1913年（大正2年）6月に魚問屋10社で設立された（本社は横須賀市小川町）。1996年（平成8年）に市内の卸売市場3社を統合し、1997年（平成9年）に横須賀市平成町の社屋に移転。2002年（平成14年）から「よこすかさかな祭り」を開いている。

## 所在地
- 横須賀市平成町3丁目5番地1[1]。